# Franz Babinger
Franz Babinger (15 de enero de 1891 - 23 de junio de 1967) fue un conocido orientalista e historiador alemán del Imperio otomano, conocido por su biografía del sultán otomano Mehmed II, conocido como «el Conquistador», publicado originalmente como Mehmed der Eroberer und seine Zeit. Una traducción al inglés de Ralph Manheim está disponible en Princeton University Press bajo el título Mehmed the Conqueror and His Time.

## Biografía
Babinger nació en Weiden in der Oberpfalz, Baviera, como el mayor de cuatro hijos en una familia de clase media, su padre era católico y su madre de origen judío. Ya era un académico y lingüista consumado cuando terminó sus estudios de secundaria. Antes de comenzar la Universidad, ya había aprendido tanto persa como hebreo.
Babinger completó sus estudios de doctorado en la Universidad de Munich en vísperas de la Primera Guerra Mundial; después de que comenzara la guerra, se unió al ejército alemán. Debido a sus destrezas y habilidades lingüísticas, Babinger sirvió en el Medio Oriente, evitando así la mortal guerra de trincheras que truncó la vida de muchos eruditos prometedores de su generación.
Después de la guerra, Babinger continuó sus estudios en la Universidad Friedrich-Wilhelm de Berlín, donde completó su Habilitación en 1921 y se convirtió en profesor en la misma institución. Durante este período, publicó Geschichtsschreiber der Osmanen und ihre Werke, que se convirtió en la revisión bibliográfica estándar de la historiografía otomana y confirmó la reputación de la Universidad Friedrich-Wilhelm como un centro líder de estudios del Cercano Oriente. El ascenso de los nazis al poder en 1933 lo obligó a renunciar a su cargo. Sin embargo, el estadista, académico y erudito rumano Nicolae Iorga, un historiador muy respetado del Imperio otomano, invitó a Babinger a ocupar un puesto en Bucarest, que ocupó hasta que se le ordenó salir del país en 1943.
Babinger reanudó su carrera docente después de la Segunda Guerra Mundial en la Universidad de Munich en 1948 hasta su retiro en 1958. En 1957, testificó sobre las atrocidades alemanas contra los judíos rumanos. Continuó trabajando y publicando activamente hasta su muerte accidental por ahogamiento en Albania el 23 de junio de 1967.

## Obra
Además de su trabajo bibliográfico, Babinger publicó numerosos artículos y libros sobre una amplia variedad de temas. Babinger sabía turco, rumano y árabe, así como los principales idiomas europeos, lo que le dio a su trabajo un alcance y una autoridad que hasta ahora rara vez se había mostrado en los estudios del Cercano Oriente.
Como resultado de su reputación, su obra magna Mehmed the Conqueror se publicó sin ninguna referencia bibliográfica adjunta sobre la fuente primaria, ya que el volumen complementario que describe sus extensas y voluminosas fuentes estaba inacabado en el momento de su muerte. Como resultado, Mehmed the Conqueror es uno de los pocos trabajos académicos disponibles sin fuentes citadas y cuya autoridad descansa únicamente en la reputación de las habilidades de investigación del autor. Críticos como el profesor Halil İnalcık de la Universidad de Ankara han dicho que estaban esperando la segunda edición prometida por el autor, como se indica en el prefacio del libro, que incluiría la fuente primaria y la bibliografía; como tal edición nunca vio la luz, los estudiantes de la asignatura pudieron reconocer fácilmente la fuente primaria, evidenciando el uso de bibliografía sesgada exclusivamente.

## Principales publicaciones
Geschichtsschreiber der Osmanen und ihre Werke (1923)
Mehmed der Eroberer und seine Zeit (1953)